# Anton Frank (Unternehmer, 1908)
Anton Frank (* 1908; † 1990) war ein deutscher Unternehmer.

## Leben
Frank studierte Wirtschaftswissenschaften an den Universitäten München und Berlin. Er trat 1934 in das elterliche Unternehmen, die F. X. Nachtmann Bleikristallwerke in Neustadt/WN, ein. Nach dem Tod seines Vaters im Jahr 1944 übernahm er die Leitung der Firma, die er nach Kriegsende wieder aufbaute und zu einem der größten Kristallhersteller in Deutschland entwickelte.
Die berufsständischen Interessen vertrat er als Vizepräsident der Industrie- und Handelskammer Regensburg.

## Ehrungen
- 1967: Verdienstkreuz 1. Klasse der Bundesrepublik Deutschland
- 23. Januar 1968: Ehrenbürger von Neustadt an der Waldnaab
- 1976: Großes Verdienstkreuz der Bundesrepublik Deutschland
- Bayerischer Verdienstorden